# Československá hokejová liga 1991/1992
49. ročník 1991/92 se hrál pod názvem Federální hokejová liga.

## Herní systém
14 účastníků bylo rozděleno do dvou skupin po sedmi. Skupiny byly vytvořeny na územním principu (Západní skupina a Východní skupina). Ve skupině hráli účastníci mezi sebou čtyřkolově každý s každým, dále dvoukolově každý s každým s mužstvy ze druhé skupiny.
Po takto odehraných 38 kolech se hrálo systémem playoff, kdy mužstva na 1. a 2. místě v každé skupině postoupila přímo do čtvrtfinále. Mužstva na 3. – 6. místě ve skupinách hrála osmifinále křížem proti mužstvům z druhé skupiny, tedy 3. z jedné skupiny proti 6. z druhé skupiny a 4. z jedné skupiny proti 5. z druhé skupiny. Vítězové postoupili do čtvrtfinále, které se hrálo rovněž křížem, tedy vítěz jedné skupiny hrál proti nejhoršímu postupujícímu (rozhodovalo pořadí po 38. kole) z druhé skupiny a druhý z jedné skupiny hrál proti druhému nejhoršímu postupujícímu z druhé skupiny. Vítězové čtvrtfinále hráli semifinále opět křížem, tedy lepší postupující z jedné skupiny hrál proti horšímu postupujícímu z druhé skupiny. Vítězové semifinále hráli spolu finále. Všechny série byly hrány na 3 vítězná utkání.
Poražení semifinalisté spolu hráli o 3. místo v sérii na 2 vítězná utkání.
Mužstva umístěná po 38. kole na 7. místě ve skupině spolu hrála sérii na 3 vítězná utkání. Poražený z této série sestoupil, vítěz hrál prolínací kvalifikaci.
Vítěz I. české národní hokejové ligy (Motor České Budějovice) a vítěz I. slovenské národní hokejové ligy (AC Nitra) spolu hráli sérii na 3 vítězná utkání. Vítěz postoupil přímo do ligy, poražený hrál prolínací kvalifikaci.

## Pořadí po 38 kolech

### Západní skupina
| Poř. | Tým                     | Zápasy | Výhry | Vp | Remízy | Pp | Porážky | Skóre   | Body |
| ---- | ----------------------- | ------ | ----- | -- | ------ | -- | ------- | ------- | ---- |
| 1    | HC Škoda Plzeň          | 38     | 19    | 2  | 7      | 0  | 10      | 139:112 | 49   |
| 2    | HC Chemopetrol Litvínov | 38     | 19    | 0  | 7      | 3  | 9       | 166:138 | 45   |
| 3    | HC Dukla Jihlava        | 38     | 20    | 1  | 2      | 0  | 15      | 132:97  | 44   |
| 4    | Poldi Kladno            | 38     | 15    | 1  | 10     | 0  | 12      | 134:138 | 42   |
| 5    | HC Sparta Praha         | 38     | 17    | 0  | 5      | 3  | 13      | 146:127 | 39   |
| 6    | HC Pardubice            | 38     | 16    | 1  | 5      | 1  | 15      | 130:123 | 39   |
| 7    | Zetor Brno              | 38     | 7     | 1  | 4      | 1  | 25      | 113:169 | 20   |

### Východní skupina
| Poř. | Tým                  | Zápasy | Výhry | Vp | Remízy | Pp | Porážky | Skóre   | Body |
| ---- | -------------------- | ------ | ----- | -- | ------ | -- | ------- | ------- | ---- |
| 1    | HK Dukla Trenčín     | 38     | 17    | 4  | 6      | 1  | 10      | 174:156 | 48   |
| 2    | HC Vítkovice         | 38     | 16    | 1  | 7      | 1  | 13      | 168:158 | 41   |
| 3    | VSŽ Košice           | 38     | 15    | 1  | 5      | 1  | 16      | 140:130 | 37   |
| 4    | AC ZPS Zlín          | 38     | 12    | 1  | 10     | 0  | 15      | 124:140 | 36   |
| 5    | DS Olomouc           | 38     | 14    | 1  | 4      | 2  | 17      | 136:158 | 34   |
| 6    | HC Slovan Bratislava | 38     | 10    | 1  | 8      | 2  | 17      | 112:134 | 30   |
| 7    | TJ ŠKP PS Poprad     | 38     | 11    | 0  | 6      | 0  | 21      | 118:152 | 28   |

## Playoff

### Osmifinále
- HC Dukla Jihlava – HC Slovan Bratislava 6:0 (2:0,1:0,3:0)
- HC Dukla Jihlava – HC Slovan Bratislava 4:2 (1:0,0:1,3:1)
- HC Slovan Bratislava – HC Dukla Jihlava 1:2 (1:0,0:1,0:1)
- HC Dukla Jihlava  postupuje 3:0 na zápasy

- Poldi Kladno – DS Olomouc 5:4 (0:0,2:2,3:2)
- Poldi Kladno – DS Olomouc 2:1 (0:0,2:0,0:1)
- DS Olomouc – Poldi Kladno 4:5 (1:0,2:1,1:4)
- Poldi Kladno postupuje 3:0 na zápasy

- AC ZPS Zlín – HC Sparta Praha 2:1 SN (0:1,1:0,0:0,0:0)
- AC ZPS Zlín – HC Sparta Praha 4:8 (2:3,2:4,0:1)
- HC Sparta Praha – AC ZPS Zlín 4:1 (1:0,1:1,2:0)
- HC Sparta Praha – AC ZPS Zlín 4:3 SN (1:1,0:1,2:1,0:0)
- HC Sparta Praha postupuje 3:1 na zápasy

- VSŽ Košice – HC Pardubice 3:2 (0:1,1:0,2:1)
- VSŽ Košice – HC Pardubice 4:3 PP (1:1,1:1,1:1,1:0)
- HC Pardubice – VSŽ Košice 6:2 (1:0,5:0,0:2)
- HC Pardubice – VSŽ Košice 2:1 (0:1,1:0,1:0)
- VSŽ Košice – HC Pardubice 5:0 (0:0,2:0,3:0)
- VSŽ Košice postupuje 3:2 na zápasy

## Vyřazovací boje
|  | Čtvrtfinále             | Čtvrtfinále             |                  |   | Semifinále | Semifinále |  |  | Finále | Finále |
|  |                         |                         |                  |   |            |            |  |  |        |        |
|  |                         |                         |                  |   |            |            |  |  |        |        |
|  | HK Dukla Trenčín        | 3                       |                  |   |            |            |  |  |        |        |
|  | HK Dukla Trenčín        | 3                       |                  |   |            |            |  |  |        |        |
|  | Poldi Kladno            | 2                       |                  |   |            |            |  |  |        |        |
|  | Poldi Kladno            | 2                       | HK Dukla Trenčín | 3 |            |            |  |  |        |        |
|  |                         |                         | HK Dukla Trenčín | 3 |            |            |  |  |        |        |
|  |                         | HC Chemopetrol Litvínov | 1                |   |            |            |  |  |        |        |
|  | HC Chemopetrol Litvínov | HC Chemopetrol Litvínov | 1                | 3 |            |            |  |  |        |        |
|  | HC Chemopetrol Litvínov |                         |                  | 3 |            |            |  |  |        |        |
|  | VSŽ Košice              | 0                       |                  |   |            |            |  |  |        |        |
|  | VSŽ Košice              | 0                       | HK Dukla Trenčín | 3 |            |            |  |  |        |        |
|  |                         |                         | HK Dukla Trenčín | 3 |            |            |  |  |        |        |
|  |                         | HC Škoda Plzeň          | 1                |   |            |            |  |  |        |        |
|  | HC Vítkovice            | HC Škoda Plzeň          | 1                | 3 |            |            |  |  |        |        |
|  | HC Vítkovice            |                         |                  | 3 |            |            |  |  |        |        |
|  | HC Dukla Jihlava        | 2                       |                  |   |            |            |  |  |        |        |
|  | HC Dukla Jihlava        | 2                       | HC Vítkovice     | 2 |            |            |  |  |        |        |
|  |                         |                         | HC Vítkovice     | 2 |            |            |  |  |        |        |
|  |                         | HC Škoda Plzeň          | 3                |   |            |            |  |  |        |        |
|  | HC Škoda Plzeň          | HC Škoda Plzeň          | 3                | 3 |            |            |  |  |        |        |
|  | HC Škoda Plzeň          |                         |                  | 3 |            |            |  |  |        |        |
|  | HC Sparta Praha         | 2                       |                  |   |            |            |  |  |        |        |
|  | HC Sparta Praha         | 2                       |                  |   |            |            |  |  |        |        |

### Čtvrtfinále
- HK Dukla Trenčín – Poldi Kladno 10:4 (4:3,2:0,4:1)
- HK Dukla Trenčín – Poldi Kladno 10:3 (1:0,3:1,6:2)
- Poldi Kladno – HK Dukla Trenčín 3:0 (0:0,2:0,1:0)
- Poldi Kladno – HK Dukla Trenčín 5:2 (1:1,1:1,3:0)
- HK Dukla Trenčín – Poldi Kladno 5:1 (2:1,3:0,0:0)
- HK Dukla Trenčín postupuje 3:2 na zápasy

- HC Vítkovice – HC Dukla Jihlava 4:6 (1:4,2:2,1:0)
- HC Vítkovice – HC Dukla Jihlava 6:3 (2:1,3:1,1:1)
- HC Dukla Jihlava – HC Vítkovice 6:3 (1:1,2:1,3:1)
- HC Dukla Jihlava – HC Vítkovice 2:6 (0:1,1:4,1:1)
- HC Vítkovice – HC Dukla Jihlava 6:2 (2:1,3:0,1:1)
- HC Vítkovice postupuje 3:2 na zápasy

- HC Škoda Plzeň – HC Sparta Praha 3:2 PP (1:1,1:1,0:0,1:0)
- HC Škoda Plzeň – HC Sparta Praha 4:3 (1:1,1:2,2:0)
- HC Sparta Praha – HC Škoda Plzeň 4:2 (2:0,2:1,0:1)
- HC Sparta Praha – HC Škoda Plzeň 4:1 (2:0,1:1,1:0)
- HC Škoda Plzeň – HC Sparta Praha 4:1 (0:1,3:0,1:0)
- HC Škoda Plzeň postupuje 3:2 na zápasy

- HC Chemopetrol Litvínov – VSŽ Košice 7:1 (3:0,3:0,1:1)
- HC Chemopetrol Litvínov – VSŽ Košice 7:2 (3:1,2:0,2:1)
- VSŽ Košice – HC Chemopetrol Litvínov 4:5 (2:0,2:3,0:2)
- HC Chemopetrol Litvínov postupuje 3:0 na zápasy

### Semifinále
- HC Škoda Plzeň – HC Vítkovice 6:3 (2:1,1:2,3:0)
- HC Škoda Plzeň – HC Vítkovice 3:4 SN (1:2,1:0,1:1,0:0)
- HC Vítkovice – HC Škoda Plzeň 8:0 (0:0,5:0,3:0)
- HC Vítkovice – HC Škoda Plzeň 0:3 (0:1,0:2,0:0)
- HC Škoda Plzeň – HC Vítkovice 5:3 (1:0,2:3,2:0)
- HC Škoda Plzeň postupuje 3:2 na zápasy

- HK Dukla Trenčín – HC Chemopetrol Litvínov 3:5 (1:1,2:2,0:2)
- HK Dukla Trenčín – HC Chemopetrol Litvínov 3:1 (0:0,3:0,0:1)
- HC Chemopetrol Litvínov – HK Dukla Trenčín 4:5 PP (2:2,1:1,1:1,0:1)
- HC Chemopetrol Litvínov – HK Dukla Trenčín 5:6 (2:2,0:3,3:1)
- HK Dukla Trenčín postupuje 3:1 na zápasy

### Finále
- HC Škoda Plzeň – HK Dukla Trenčín 2:5 (0:2,1:1,1:2)
- HC Škoda Plzeň – HK Dukla Trenčín 4:3 SN (0:1,2:2,1:0,0:0)
- HK Dukla Trenčín – HC Škoda Plzeň 6:4 (3:0,0:2,3:2)
- HK Dukla Trenčín – HC Škoda Plzeň 5:3 (1:1,2:2,2:0)
- HC Škoda Plzeň – HK Dukla Trenčín na zápasy 1:3

### O 3. - 4. místo
- HC Vítkovice – HC Chemopetrol Litvínov 2:4 (1:2,1:0,0:2)
- HC Chemopetrol Litvínov – HC Vítkovice 12:5 (4:3,3:0,5:2)
- HC Chemopetrol Litvínov – HC Vítkovice na zápasy 2:0

### O účast v prolínací kvalifikaci
- TJ ŠKP PS Poprad – Zetor Brno na zápasy 3:2 (jednotlivé zápasy 6:3, 2:5, 6:4, 3:4, 4:3)
- Motor České Budějovice – AC Nitra na zápasy 3:1 (jednotlivé zápasy 6:4, 1:3, 3:2, 5:2)

## Prolínací kvalifikace
- TJ ŠKP PS Poprad – AC Nitra 3:1 (2:0,0:1,1:0)
- AC Nitra – TJ ŠKP PS Poprad 0:3 (0:0,0:0,0:3)
- TJ ŠKP PS Poprad – AC Nitra 3:1 (0:1,1:0,2:0)
- TJ ŠKP PS Poprad – AC Nitra na zápasy 3:0

## Nejproduktivnější hráči základní části
| Poř. | Hráč              | Mužstvo                 | Utkání | Branky | Asistence | Body |
| ---- | ----------------- | ----------------------- | ------ | ------ | --------- | ---- |
| 1    | Roman Ryšánek     | HC Vítkovice            | 38     | 17     | 33        | 50   |
| 2    | Žigmund Pálffy    | HK Dukla Trenčín        | 32     | 23     | 24        | 47   |
| 3    | Petr Fabián       | HC Vítkovice            | 33     | 25     | 24        | 49   |
| 4    | Branislav Jánoš   | HK Dukla Trenčín        | 38     | 21     | 25        | 46   |
| 5    | Pavol Zúbek       | VSŽ Košice              | 35     | 18     | 28        | 46   |
| 6    | Kamil Kašťák      | HC Chemopetrol Litvínov | 38     | 18     | 22        | 42   |
| 7    | Jiří Dopita       | DS Olomouc              | 38     | 22     | 19        | 41   |
| 8    | Martin Straka     | HC Škoda Plzeň          | 36     | 26     | 14        | 40   |
| 9    | Petr Hrbek        | Sparta ČKD Praha        | 37     | 16     | 13        | 39   |
| 10   | Róbert Petrovický | HK Dukla Trenčín        | 33     | 17     | 21        | 38   |
| 11   | Jan Čaloun        | HC Chemopetrol Litvínov | 37     | 32     | 6         | 38   |

## Nejproduktivnější hráči playoff
| Poř. | Hráč            | Mužstvo                 | Utkání | Branky | Asistence | Body |
| ---- | --------------- | ----------------------- | ------ | ------ | --------- | ---- |
| 1    | Žigmund Pálffy  | HK Dukla Trenčín        | 13     | 18     | 8         | 26   |
| 2    | Petr Fabián     | HC Vítkovice            | 11     | 11     | 12        | 23   |
| 3    | Branislav Jánoš | HK Dukla Trenčín        | 12     | 7      | 11        | 18   |
| 4    | Roman Ryšánek   | HC Vítkovice            | 12     | 7      | 8         | 15   |
| 5    | Jan Čaloun      | HC Chemopetrol Litvínov | 9      | 7      | 7         | 14   |
| 6    | Kamil Kašťák    | HC Chemopetrol Litvínov | 9      | 7      | 6         | 13   |
| 7    | Petr Hrbek      | HC Sparta Praha         | 9      | 7      | 5         | 12   |
| 8    | Róbert Švehla   | HK Dukla Trenčín        | 13     | 7      | 5         | 12   |
| 9    | Robert Kysela   | HC Chemopetrol Litvínov | 9      | 5      | 7         | 12   |
| 10   | Milan Volák     | HC Škoda Plzeň          | 10     | 10     | 1         | 11   |

## Zajímavosti
- Nejlepší střelec ročníku:  Žigmund Pálffy – 41 gólů

- V první polovině ročníku doslova " řádila " útočná trojice Škody Plzeň Milan Volák – Martin Straka – Radek Kampf. Měla vynikající formu, ale po Vánocích se rozpadla. Ve vánoční přestávce totiž utrpěl Radek Kampf těžké zranění při autonehodě u Ústí nad Labem, a na dva roky musel přerušit hokejovou kariéru.

## Rozhodčí

### Hlavní
- Petr Bolina
- Oldřich Brada
- Ján Čaprnka
- Anton Danko
- Tomáš Fietko
- Ivo Haber
- Ivo Kuba
- Jiří Lípa
- Tomáš Machač
- Ludvík Machala
- František Rejthar
- Dušan Skačáni
- Ivan Šutka
- Jozef Vrábel
- Ladislav Vokurka

### Čároví
- Stanislav Barvíř –  Petr Stehlík
- Miloš Benek -  Branislav Šulla
- Ivan Beneš -  Miloš Grúň
- Dalibor Beniač -  Rudolf Lauff
- Milan Kolísek –  Václav Český
- Jaromír Brázdil -  Pavel Halas
- Jaromír Brunclík –  Ladislav Rouspetr
- Luboš Jakubec -  Jaroslav Marušin
- Boris Janíček -  Vladimír Mihálik
- Radovan Křivský  –  Lubor Směřička
- Libor Šembera-  Zdeněk Novák
- Alexandr Fedoročko –  Jan Padevět
- Josef Furmánek -  Miroslav Lipina
- Vilém Cambal -  Michal Unzeitig
- Ondřej Fraňo –  Pavel Sirotek